# Philippe Lebon

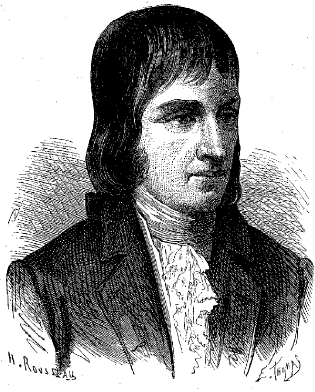
Philippe Lebon d’Humbersin

Philippe Lebon d’Humbersin (* 29. Mai 1767 in Brachay; † 1. oder nach anderen Quellen 2. Dezember 1804 in Paris) war ein französischer Ingenieur und der Erfinder des Leuchtgases.

## Leben
Nach seiner Schulzeit war Philippe Lebon als Ingenieur in der École Nationale des Ponts et Chaussées tätig, wo er auch später als Professor für Mechanik lehrte.
Lebon starb tragisch mit nur 37 Jahren, ohne die Früchte seines Schaffens selbst ernten zu können. Er wurde am Tag der Selbstkrönung Napoleons in den Pariser Straßen ermordet aufgefunden, wo er an der Illumination der Festlichkeiten gearbeitet hatte. Die Umstände blieben ungeklärt.

## Werk

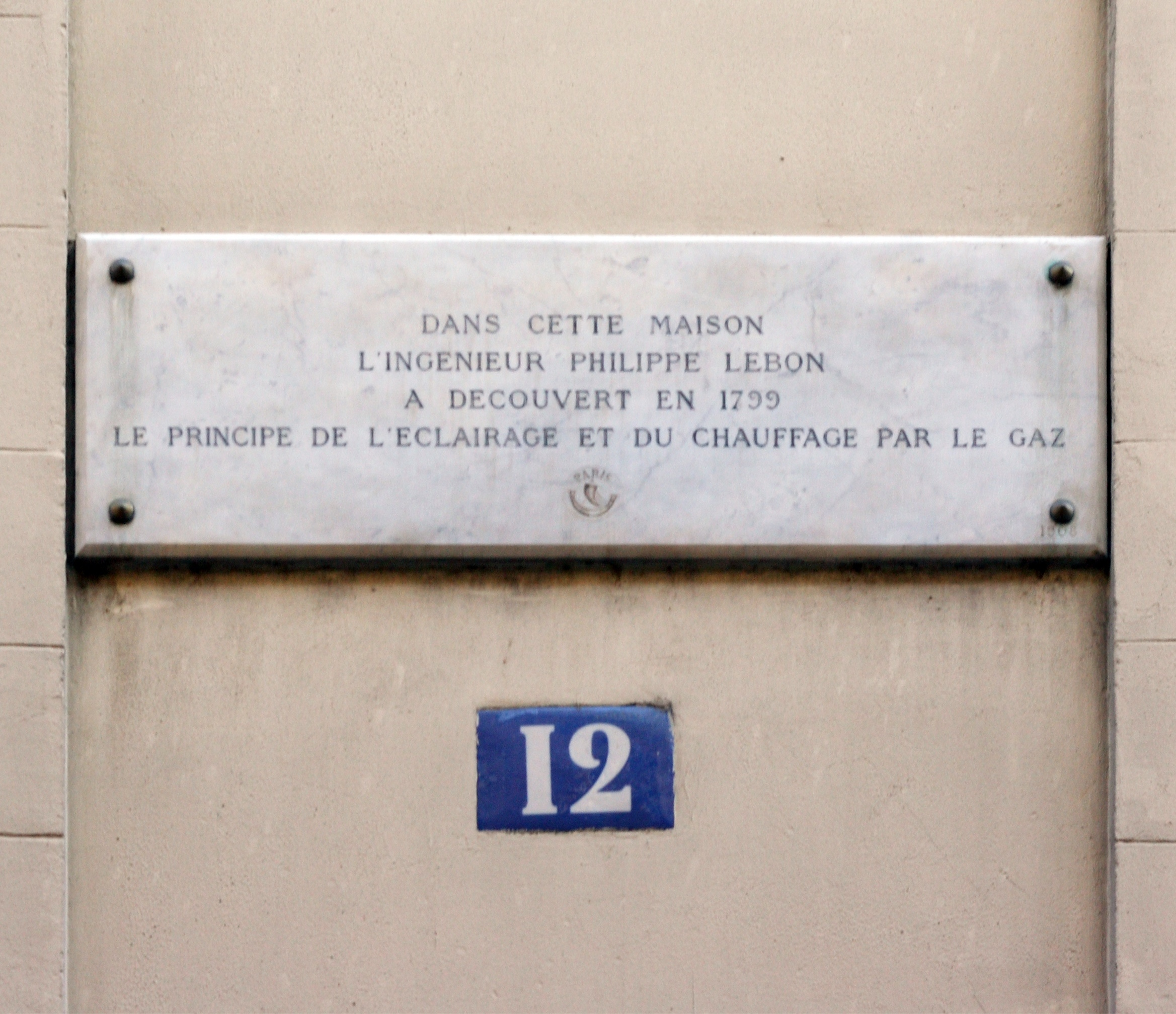
Gedenktafel für Philippe Lebon am Haus Nr. 12 rue Saint-Louis-en-l’Île in Paris

### Erfindung der Gaslampe
In den Städten war es vor 1800 in der Nacht recht finster. Im Haus leuchteten höchstens Kerzen, Fackeln und Öllampen. Bereits im 18. Jahrhundert konnte aus Steinkohle Leuchtgas gewonnen werden. Der französische Ingenieur Philipp Lebon stellte im Jahre 1786 die Eigenschaften des Gases der Destillation des Holzes vor und erhielt am 21. September 1799 ein Patent für eine mit Gas betriebene, von ihm sogenannte „Thermolampe“, die vermutlich zur Beleuchtung ebenso wie zur Raumheizung diente. Als erste größere Anwendung installierte er in einem Pariser Hotel einen zentralen Holzofen zur Destillation von Wasserstoff, der über ein Röhrensystem in einzelne Zimmer geleitet wurde, um es dort mittels Absperrventil kontrolliert zu verbrennen.
Erste Versuche mit öffentlichen Gaslaternen in Paris folgten und revolutionierten so die Straßenbeleuchtung. In Kenntnis der Arbeiten von Lebon verbesserte William Murdoch, Schüler und Mitarbeiter von James Watt, die mit Gas betriebenen Leuchten. In London wurden ab 1807 die ersten Straßen mit Gaslaternen beleuchtet.

### Erfindung des Gasmotors
Im Jahr 1801 meldete Philippe Lebon ein Patent für einen Gasmotor an. Sein Gasmotor war bereits mit einer elektrischen Funkenzündung ausgestattet. Lebon verstarb 1804, noch bevor er seine Erfindung richtig präsentieren konnte.